# Tossal de Vallseca
El Tossal de Vallseca és una muntanya de 316 metres que es troba al municipi d'Alcarràs, a la comarca catalana del Segrià.
Al cim podem trobar-hi un vèrtex geodèsic (referència 249114002).